# فندقان پایین
فندقان پایین (به ترکی آذربایجانی: Ashaga Fyndygan) یک منطقهٔ مسکونی در جمهوری آذربایجان است که در شهرستان سیاه‌زن واقع شده‌است.